# Echinisis armata
Echinisis armata är en korallart som först beskrevs av Kükenthal 1912.  Echinisis armata ingår i släktet Echinisis och familjen Isididae.
Artens utbredningsområde är Södra Ishavet. Inga underarter finns listade i Catalogue of Life.